# Chaetonotus trichodrymodes
Chaetonotus trichodrymodes är en djurart som tillhör fylumet bukhårsdjur, och som beskrevs av Brunson 1950. Chaetonotus trichodrymodes ingår i släktet Chaetonotus och familjen Chaetonotidae. Inga underarter finns listade i Catalogue of Life.